# Csányoszró
Csányoszró là một thị trấn thuộc hạt Baranya, Hungary. Thị trấn này có diện tích 28,56 km², dân số năm 2010 là 708 người, mật độ 25 người/km².